# Lac Perdu (archipel Crozet)
Pour les articles homonymes, voir Lac Perdu.
Le lac Perdu est un lac situé sur l'île de la Possession dans l'archipel Crozet, à une altitude de 477 mètres sur le plateau de l'Au-delà situé au pied du pic du Mascarin, point culminant de l'île.